# Стайновци
Стайновци е село в Северна България.
То се намира в община Трявна, област Габрово.

## География
Село Стайновци се намира в планински район. Разполага с железопътна спирка на презбалканската линия Русе-Подкова.